# 2001 (Stargate SG-1)
2001 es el décimo episodio de la quinta temporada de la serie de televisión de ciencia ficción Stargate SG-1, y el nonagésimo octavo de toda la serie.

## Trama
El SG-1 regresa al SGC, e informa al General Hammond que encontraron una civilización ansiosa de ayudar a la Tierra a luchar contra los Goa'uld. Sus "nuevos amigos" se llaman los Aschen.
El Presidente envía al Embajador Joe Faxon con el SG-1, a negociar con los Aschen en el planeta Volian. Fueron las personas de este mundo las que presentaron al SG-1 con los Aschen. Sin embargo, mientras O'Neill, Carter y Faxon van a la nave Aschen, donde se reúnen para negociar con un Aschen llamado Mollem y Borren, su embajador, Daniel y Teal'c hacen un perturbador descubrimiento debajo de una granja Volian. Mientras ayudaban a un granjero a quitar una viga metálica del suelo, descubren que esta es parte de un edificio, ahora bajo tierra. Resulta que toda una ciudad, parecida a la Tierra a principios del siglo XX, esta ahora enterrada debajo de cientos de granjas Volian. Teal'c y Daniel bajan, y exploran el lugar. Daniel logra rescatar algunos periódicos, con la esperanza de averiguar que fue lo que ocurrió en ese planeta.
En tanto, los Aschen ofrecen a la Tierra unirse a la Confederación Aschen, pero solo si todas las naciones del planeta lo aprueban, lo que significaría revelarles el Programa Stargate. Los Aschen parecen también estar muy interesados en conseguir direcciones del Portal.
En el SGC, en tanto, Hammond ordena buscar el planeta de los Aschen, ya que estos aún no han dado su dirección. Más adelante, el Sgto. Harriman informa que lograron reducir la búsqueda a 5 mundos. Sin embargo, también revela que uno de ellos fue borrado de la lista, por orden del propio Hammond hace un año: P4C-970. Para averiguar si este es el mundo Aschen, el General ordena revisar los otros planetas.
Más tarde, el SG-1 y Faxon regresan a la Tierra para informar lo sucedido. Mientras el gobierno considera la propuesta Aschen, Daniel informa que logró traducir los periódicos, descubriendo que los Volian fueron una vez una civilización más avanzada que ahora. Hace más de 100 años, los Aschen llegaron a Volian y les ofrecieron una droga que causó algo en la población, pero Daniel no logra traducir la crucial palabra. Este descubrimiento, junto con la posibilidad de que los Aschen sean del mundo, del cual fueron advertidos desde el futuro, hace que O'Neill viaje a Washington a convencer al Presidente de no negociar con ellos. Sin embargo, el Senador Kinsey se lo impide. Jack no tiene otra opción más que volver al SGC.
Allí, más tarde se enteran de que el Presidente acepto la propuesta y que Kinsey va a la base para supervisar las negociaciones. Se decide que solo Faxon y Carter irán para ello. No obstante, Daniel idea un plan para averiguar que planean los Aschen y evitar la alianza, mientras O'Neill entrega al embajador Faxon un maletín con direcciones de Portal para los Aschen. Ya a bordo de la nave Aschen en Volian, Faxon entrega a Borren el maletín. Mientras revisan el contenido, Carter le pregunta a Borren que significa la palabra que Daniel no pudo traducir, a lo que él responde que "Esterilidad". Carter descubre entonces que los Aschen planean esterilizar a la población de la Tierra, y se lo hace saber a ellos. Debido a esto, Carter y Faxon son encerrados en la sala de reunión, mientras Borren activa el Portal para enviar a la Tierra una de las armas biológicas Aschen. Carter aprovecha que los Aschen colocan el Portal horizontalmente y lanza una cuerda. Sin embargo, Borren los descubre y Faxon se queda para detenerlo. Carter entonces se lanza al Portal y llega al SGC; el Iris se cierra detrás de ella y se siente el fuerte impacto del arma Aschen. Kinsey se va furioso y Carter es enviada a la enfermería, mientras O'Neill les dice al resto que las direcciones dadas a los Aschen no les servirán; de hecho la primera es un agujero negro.

## Artistas invitados
- Christopher Cousins como el Embajador Joseph Faxon.
- Dion Luther como Mollem.
- Robert Moloney como Borren.
- Gary Jones como Walter Harriman.
- Ronny Cox como Senador Kinsey
- Howard Siegel como Kerl.
- Rob Lee como el Mayor Ben Pierce.